# Бунин, Пётр Леонтьевич
Пётр Леонтьевич Бунин — русский гравер на меди, сын Леонтия Бунина.

## Биография
Точных биографических данных нет. Согласно дореволюционным справочникам, 23 января 1699 г. был взят в Оружейную палату для печатания клейм на гербовой бумаге, с жалованьем по 6 денег в день.
7 августа 1699 г. отдан в научение к «нововыезжему иноземцу» Адриану Шхонебеку с тем же жалованьем, на своей пище и одежде.
22 ноября 1699 г. Бунин подал челобитную о прибавке жалованья.

30 ноября 1699 г. боярин Ф. А. Головин приказал:
«для неленостного его учения к прежнему его поденному корму учинить по две деньги, и того будет пo осьми денег на день». 
В начале марта 1700 г. Бунин подал челобитную, прося, чтобы им за другую половину года, с 1 марта по 1 сентября жалованье и кормовые деньги были отпускаемы.

18 сентября 1701 г. Бунин подал челобитную, прося, чтобы ему к 8 деньгам на день жалованья кормовых денег была сделана прибавка. К прошению он приложил «для означения мастерства своего» лист своей работы «по фряски» — образ апостола Варфоломея. На запрос Головина, Шхонебек ответил, что
«тот лист работы ученика его Петра Бунина и сверх того ко иным его Андреянова мастерства вещем прилежание имеет, тщалив со усердием». 
По этому отзыву, 22 сентября Головин приказал учинить Бунину придачу по четыре деньги.

В 1702 г. Бунин с другими учениками Шхонебека (Ал. Зубовым и Вас. Томиловым) подали челобитную, прося выдать им сукон на кафтаны. На челобитной Шхонебек написал совершенно другой отзыв о Бунине, непохожий на прежний:
«Алексей Зубов первый ученик и в том учении искусен; Пётр Бунин второй ученик посредственно знает; Василий Тамилов третий ученик и учение приемлет хорошо».
В марте 1703 г. Бунин послан с новым учителем, пасынком Шхонебека Петром Пикаром в Шлиссельбург «для грыдорования всяких во прилучии его великого государя дел».
В 1705 г. Бунин значится в С.-Петербурге, а с 1708 г. с Пикаром — на московском печатном дворе, с жалованьем 25 рублей 18 алтын в год.

## Творчество
1. Св. Варфоломей, с надписью: «Bartolomae» и монограммой: «ПБ.» копия с оригинала Дюрера.
2. Святый Иоанн Богослов; такая же копия с оригинала Дюрера.
3. Поклонение пастырей, с подписью: грыдоровал на Москве Петр Бунин — Адриан Шхонебек продает; 10.6½х 7.7½.
4. Положение во гроб (снятие со креста), с той же подписью; 10.6 х 7.5½..